# Saint-Hélier (Francia)
Saint-Hélier è un comune francese di 36 abitanti situato nel dipartimento della Côte-d'Or nella regione della Borgogna-Franca Contea.

## Società

### Evoluzione demografica
Abitanti censiti